# Rangel de Sampaio
João Zeferino Rangel de S. Paio dit Rangel de Sampaio ou Rangel de São Paio (Rio de Janeiro, 1838 - Rio de Janeiro, 1900) est un poète, romancier, critique d'art, journaliste, professeur, dramaturge et fonctionnaire brésilien.

## Biographie
Rangel de Sampaio naît le 30 avril 1838 à Rio de Janeiro. Sa mère est très malade et son père est mort quand Rangel n'a que trois ans ; il part alors vivre avec sa grand-mère jusqu'à l'âge de 10 ans, quand elle meurt à son tour.
Quand il sort diplômé du monastère de São Bento, Rangel de Sampaio souhaite poursuivre une carrière en médecine, terminant la deuxième année de ce cursus.
Cependant, à l'âge de 14 ans, son rêve est interrompu par des désaccords avec son oncle et, se sentant obligé d'abandonner sa carrière de médecin, il se tourne vers l'imprimerie et l'enseignement pour payer ses études et subvenir à ses besoins. À l'âge de 15 ans, il publie sa première œuvre poétique dédiée au patriarche de l'indépendance José Bonifácio.
À l'âge de 27 ans, il épouse Umbelina Clélia da Fonseca et peu de temps après, il s'installe à Espirito Santo, où il commence sa carrière dans la fonction publique, en tant que secrétaire de la chambre municipale d'Itapemirim et également en tant qu'enseignant dans une école locale. Dans cette école, il promeut une cérémonie le jour de l'Indépendance du Brésil avec des poèmes de nature ultra-libérale. Des amis et des connaissances du baron d'Itapemirim qui assistent à l'événement n'apprécient pas le discours, l'accusant d'intentions révolutionnaires. Après cela, se sentant persécuté, il démissionne et, à la demande de la famille de sa femme, s'installe dans la ferme du riche fermier et colonel José Pinheiro de Sousa Werneck, où il travaille comme enseignant.
Rangel de Sampaio retourne ensuite au service public et est transféré dans l'État de Pernambuco, où il est très actif dans la presse.
Il part ensuite à Rio de Janeiro, où il passe un concours ouvert au ministère des Finances. Il y travaille comme assistant d'inspection aux douanes et devient en 1895 chef de la troisième section de ce département.
Au cours de sa vie, il écrit et publie des œuvres sur divers sujets, tels que des pièces de théâtre, de la poésie, des romans, des critiques d'art, entre autres. Il fait partie de la rédaction de certains journaux et magazines d'Espírito Santo, du Pernambouc et de Rio de Janeiro.
Rangel de Sampaio meurt le 6 février 1900 à Rio de Janeiro, et est enterré le même jour au cimetière de São Francisco Xavier.

## Œuvre
Écrivain prolifique, il compte plus de 40 ouvrages publiés, allant des nouvelles et  romans aux textes critiques et de vulgarisation scientifique. Parmi ses œuvres principales, on peut citer :
- O Evangelho de Syllabus (L'Évangile de Syllabus), Maranhão, 1876, 217 pages. Drame en cinq actes, préfacé par Celso de Magalhães (pt). L'ouvrage est bien accueilli par la critique à Recife, mais est l'objet d'une controverse dans un périodique catholique du Maranhão, entre le préfacétiste et un chanoine, pour contenir sur son frontispice l'épigraphe suivante d'Emilio Castelar, qui mentionne Jésus-Christ dans un texte considéré comme hétérodoxe[1] :

« Le Christ est réapparu dans la raison, dans la liberté, dans la fraternité, dans la supplication de Brown, dans le martyre de Lincoln, là où les chaînes sont brisées et où la vérité et la justice sont accomplies et réalisées. »

- O darwinismo: cartas a uma senhora (Darwinisme : lettres à une dame), Rio de Janeiro, 1877 à 1878. Série de cinq articles sous forme de lettres publiés dans la revue scientifique O Vulgarizador. Le nom de la revue vient de l'expression « vulgarisateurs de la science », terme par lequel on connaissait à l'époque la traduction des connaissances scientifiques en termes simples afin que le grand public puisse les comprendre. Ce texte de vulgarisation scientifique, dans lequel Rangel parle à une femme nommée Dona Julia, présente des similitudes avec le Dialogue sur les deux plus grands systèmes du monde de Galilée, considéré comme l'un des premiers traités de vulgarisation scientifique, car il a été écrit en italien au lieu du latin, comme c'était la coutume à l'époque pour les ouvrages de philosophie et de théologie. Dans le traité de Galilée, il y a trois personnages : Simplicio, qui défend les idées aristotéliciennes ; Salviati, défenseur du modèle copernicien, c'est-à-dire l'alter ego de Galilée ; et Sagredo, qui a servi d'intermédiaire dans le débat. Dans le texte de Rangel, Dona Julia assume le rôle de Simplício, avec des croyances et des valeurs basées sur une vision du monde dépassée, et Rangel assume le rôle de Salviati, qui, en clarifiant les doutes de Dona Julia, la rapproche d'une nouvelle conception du monde, dans ce cas, le darwinisme[6].
- O quadro da Batalha dos Guararapes, seu autor e seus críticos, com o retrato de Victor Meirelles (Le tableau de la Bataille des Guararapes, son auteur et ses critiques, avec le portrait de Victor Meirelles), Rio de Janeiro, 1880, 373 pages. Critique d'art sur le tableau Batalha dos Guararapes peint par Victor Meirelles. Il est divisé en deux parties, où la première analyse les critiques et leurs critiques et la seconde commente le style artistique, la technique et les personnages du peintre[1]. Ami de Victor Meirelles, Rangel prend la défense de l'artiste, construisant un récit chargé d'émotion, réfutant toutes les critiques et donnant grandeur et importance à l'œuvre[7],[8].